# Lasianthea
Lasianthea là một chi thực vật có hoa trong họ Cúc (Asteraceae).

## Loài
Chi Lasianthea gồm các loài: